# Emmaüskerk (Eindhoven)
De Emmaüskerk is een protestants kerkgebouw in Eindhoven. De kerk is gelegen aan de Jan van der Wegestraat 2, in de buurt Mensfort in het stadsdeel Woensel.

## Geschiedenis
De kerk werd in 1962 onder architectuur van Cees Geenen en Leo Oskam gebouwd, oorspronkelijk als gereformeerde kerk. Vanaf het begin was ze ook in gebruik als hervormde kerk, eerst met gescheiden en later met gezamenlijke diensten, en sinds 2004 als PKN-kerk.
Toen in 2008 de Morgensterkerk gesloten werd, ging deze kerk voor beide gemeenten dienstdoen en kreeg ze de nieuwe naam Johanneskerk.
Sinds 2014 is het gebouw eigendom van de Nederlandse Gereformeerde Kerk te Eindhoven, die besloot de oorspronkelijke naam van de kerk te handhaven.

## Gebouw
Het modernistisch bakstenen gebouw heeft een klokkentoren (waar één klok in hangt) op vier betonnen pijlers, waar later tijdens een aanbouw een nieuwe hal omheen is gebouwd. De kerkzaal heeft een hoge doosvorm met een iets overstekend plat dak.
Aan de zijde van de Barrierweg bevindt zich een kleurig mozaïekraam van kunstenaar Gerrit de Morée, met een gestileerde weergave van het Bijbelverhaal van de Emmaüsgangers.
Het orgel werd in 1963 gebouwd door de firma Van den Berg & Wendt, heeft twee klavieren en zwart met witte toetsen. De organist bespeelt het orgel vanaf een bovenverdieping en kan tijdens het spelen naar beneden de kerkzaal in kijken.
De gemeente Eindhoven heeft de Emmaüskerk in maart 2016 aangewezen als gemeentelijk monument teneinde ze te beschermen tegen afbraak.